# Adam Sznaidmil
Adam Sznaidmil (oder Schnaidmil, Shnaidmil) (* 1903 in Łódź; † 3. Mai 1943 in Warschau) war ein bekanntes Mitglied des Allgemeinen jüdischen Arbeiterbunds (Bund). Er fiel im Warschauer Ghettoaufstand.

## Leben

### Im Zwischenkriegspolen
Sznaidmil wurde 1903 als Sohn eines orthodoxen Juden in Łódź geboren. Dennoch wurde er Bundist, d. h. Mitglied des Allgemeinen jüdischen Arbeiterbunds, einer jüdisch-sozialistischen Partei, die vor allem in Polen und Russland operierte. Zum Studium ging er nach Warschau. Nachdem er aus der Armee ausgetreten war, wurde er Anführer der Jugendmiliz des Bundes „Tsukunft-Shturm“. Der gute Taktiker und Stratege erlangte Berühmtheit unter vielen jüdischen Jugendlichen. Als Leiter musste Adam, auch Berek genannt, Demonstrationen des Bundes und seiner Jugendorganisationen „Sozialistischer Kinder Farband“ (SKIF) und „Tsukunft“ schützen. Auch kämpften sie gegen polnische Faschisten und Antisemiten.

### Im Widerstand
Als die Deutschen im September 1939 Warschau bedrohten, flüchtete er wie viele seiner Genossen nach Vilnius. Doch kehrte er kurze Zeit später wieder zurück. Sofort nahm er an dem Aufbau des illegalen Bundes teil, Sznaidmil wurde Mitglied des Zentralkomitees des Bundes, auch wurde er wieder Oberkommandant der Bundmiliz. Ebenfalls befehligte er die Miliz, als sie am Pessachfest 1940 gegen polnische Antisemiten kämpfte, die von den Deutschen angeworben wurden. Dies war einer der ersten bewaffneten Widerstandsaktionen gegen die deutschen Besetzer.
Im Ghetto blieb er aktiv im Bund und wurde mit Bernard Goldstein Kommandant der bundistischen Kampforganisation, die Anfang 1942 gegründet wurde. Er bildete deren etwa 400 bis 500 Mitglieder in Taktik und Strategie aus, es gab fast keine Waffen. Doch blieb nach den großen Deportationen im Sommer 1942 nur eine Handvoll verschont. Sznaidmil wurde einer der Führer der jüdischen Kampforganisation ZOB. Er stellte die Mitgliederlisten der Bundgruppen her, war Mitglied des Koordinationskomitees, welches die Aktionen des Bundes mit den anderen Gruppen steuerte und führte eine Gruppe auf dem Schultz-Fabrikgelände. Er fiel im Warschauer Ghettoaufstand am 3. Mai 1943 im Gefecht in der Franciskanska-Straße.